# Hohenzollern Typ Hamborn
Die Tenderlokomotiven Hohenzollern Typ Hamborn wurden von der Lokomotivfabrik Hohenzollern als Industrielokomotiven gebaut. Es sind neun Lokomotiven bekannt. Das älteste bekannte Exemplar der Reihe stammt aus dem Jahr 1909.
Die Type wurde bis 1925 gefertigt. Die Fertigung wurde von der Hohenzollern Typ Bonn abgelöst, wobei sich die Lieferung der einzelnen Loks stellenweise überschnitten. Ihr Einsatzgebiet waren besonders Werkbahnen. Eine Lokomotive wurde an die Dürener Kreisbahn (DKB) geliefert und trug dort die Bezeichnung 1 in Zweitbesetzung. Die Lokomotiven waren bis Ende der 1970er Jahre im Einsatz.
Eine Lokomotive war 2020 beim Verein Braunschweiger Verkehrsfreunde als Exponat vorhanden und trug die Bezeichnung 106 sowie den Namen Hohenzollern.

## Geschichte und Technik

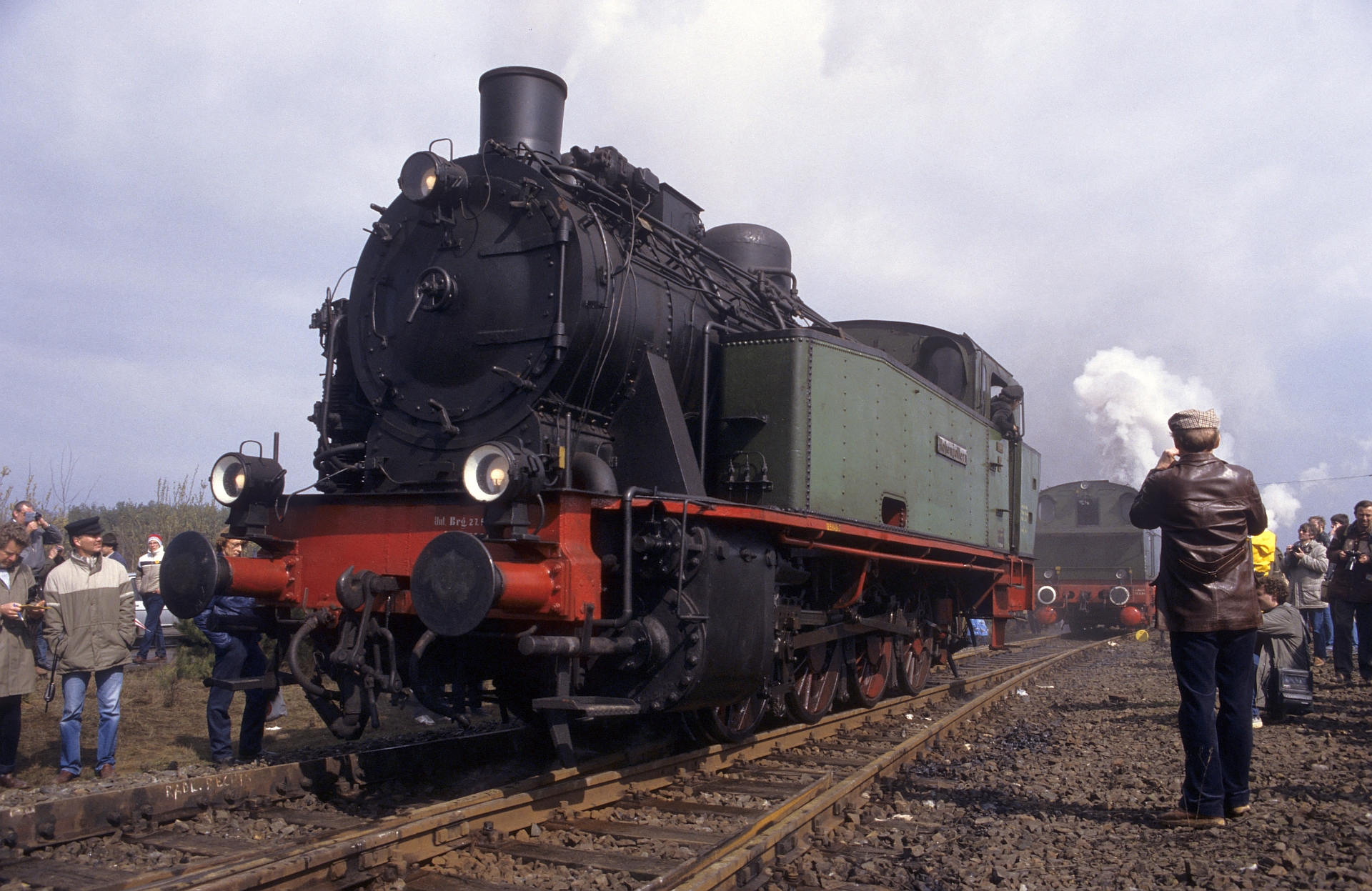
Foto der Hohenzollern 4531 beim VBV (2007)

Die Lokomotiven entstammen einem umfangreichen Programm von Tenderlokomotiven für Industrie- und Privatbahnen von Hohenzollern in Düsseldorf, das von B-gekuppelten Lokomotiven mit etwa 100 PS bis zum E-Kuppler mit etwa 800 PS reichte. Sie wurden als Nassdampf-Lokomotiven ohne Laufachse gebaut, um das Reibungsgewicht optimal für die Zugkraft ausnützen zu können. Der Hohenzollern Typ Hamborn war eine der größeren Lokomotiven des Programms und hat Ähnlichkeiten mit dem zehn Jahre später erschienenen Hohenzollern Typ Bonn. Auch in den Leistungsparametern sind sich beide Typen sehr ähnlich. Der Unterschied war der, dass der Typ Hamborn lediglich einen Sandkasten besaß. Außerdem war noch die Lagerung der Rauchkammer verstärkt ausgeführt.
Die Lokomotiven verfügten über einen sehr starken Blechrahmen. Die dritte Achse war die Treibachse, ihre Spurkränze waren um 15 mm abgeschwächt. Zusätzlich waren für einen guten Bogenlauf die 2. und 4. Kuppelachse mit einem Seitenspiel von ±20 mm im Rahmen gelagert.
Der Kessel wurde von zwei Injektoren mit einer Leistung von 125 l bzw. 150 l gespeist. Die Dampfmaschine wurde mit einer Heusinger-Steuerung gesteuert. Die Lokomotive besaß Kolbenschieber. Der Kreuzkopf wurde einschienig auf der Gleitbahn geführt.
Die Lokomotiven waren mit Wurfhebelbremse sowie Indirekter Bremse von Knorr ausgerüstet. Abgebremst wurden die ersten drei Achsen einseitig von vorn. Gesandet wurde die Treibachse von vorn und hinten.

## Einsatz
Die Lokomotiven haben ein Dienstalter von ungefähr 50 Jahren erreicht.

### Gewerkschaft Deutscher Kaiser
Die älteste bekannte Lokomotive ist die mit der Fabriknummer 2521, sie wurde 1909 an die Gewerkschaft Deutscher Kaiser geliefert und trug dort die Nummer 42. Zehn Jahre später wurde die Lok an die August Thyssen-Hütte gegeben, wo sie bis zum Zweiten Weltkrieg blieb. 1946 wurde die Lok Eigentum des Gemeinschaftsbetriebes Eisenbahn und Häfen in Duisburg. 1958 wurde die Lok außer Dienst gestellt.

### Dürener Kreisbahn
Als einzige öffentliche Bahn erhielt die Dürener Kreisbahn 1921 eine Lokomotive des Typs Hamborn und bezeichnete sie als DKB 1II. Die Lok ging 1938 an eine Privatfirma in Bottenbroich unter dem Namen Graf Fürstenberg 1 und im selben Jahr an die Braunkohlengrube Fürstenberg in Frechen. Nach dem Krieg ging die Lok 1955 noch zu einer Brikettfabrik im Tagebau Zülpich. 1970 wurde die Lok ausgemustert und verschrottet.

### Hafenbahn Dortmund
1925 erhielt die Hafenbahn Dortmund zwei Lokomotiven, und zwar die Fabriknummern 4530 und 4531, die auf der Bahn die Nummern 11 bzw. 12 trugen. Bis Ende der 1950er Jahre waren beide Lokomotiven bei der Hafenbahn beschäftigt. Die Nummer 11 wurde 1958 an die Westfälische Lokomotiv-Fabrik Karl Reuschling GmbH & Co KG in Hattingen gegeben, der weitere Verbleib der Lok ist nicht bekannt. Die Nummer 12 ging 1961 als Nummer 38 an die Saarbergwerke AG und wurde im Kraftwerk Fenne verwendet. Die Lokomotive fuhr hier als letzte ihrer Reihe bis zum Jahr 1978, als sie außer Betrieb genommen wurde. 1980 ging die Lok in den Besitz des Vereins Verein Braunschweiger Verkehrsfreunde (VBV).